# El Potrero (Salta)
El Potrero (también conocida como Cochabamba) es una localidad del departamento Rosario de la Frontera, en la provincia de Salta, Argentina.
Se ubica al sudoeste de la ciudad de Rosario de la Frontera a través de la Ruta Nacional 34.

## Población
Contaba con 432 habitantes (Indec, 2001), lo que representa un incremento del 36,7% frente a los 316 habitantes (Indec, 1991) del censo anterior.

## Sismicidad
La sismicidad del área de Salta es frecuente y de intensidad baja, y un silencio sísmico de terremotos medios a graves cada 40 años